# Chrysosoma austeni
Chrysosoma austeni är en tvåvingeart som beskrevs av Octave Parent 1934. Chrysosoma austeni ingår i släktet Chrysosoma och familjen styltflugor. Inga underarter finns listade i Catalogue of Life.